# 환상의 커플 (영화)
《환상의 커플》(영어: Overboard)은 미국에서 제작된 게리 마셜 감독의 1987년 로맨틱 코미디 영화이다. 골디 혼, 커트 러셀 등이 출연하였고, 알렉산드라 로즈 등이 제작에 참여하였다.
2018년 성별 반전 리메이크 영화 《오버보드》가 개봉했다.

## 출연
- 골디 혼
- 커트 러셀
- 에드워드 허먼
- 캐서린 헬먼드
- 마이크 해거티
- 로디 맥다월
- 재러드 러슈턴
- 헥터 엘리존도
- 스벤올레 토르센
- 게리 마셜
- 프랭크 벅스턴

## 기타 제작진
- 협력 제작: 닉 애브도
- 총괄 제작: 로디 맥다월
- 배역: 조앤 절루스키
- 미술: 짐 덜츠, 제임스 섀너핸
- 의상: 웨인 A. 핑클먼

## 같이 보기
- 귀부인과 승무원